# Werner Seibold
Werner Seibold, född 24 januari 1948 i Tegernsee, död 29 november 2012 i Bad Wiessee, var en västtysk sportskytt.
Seibold blev olympisk bronsmedaljör i gevär vid sommarspelen 1976 i Montréal.